# Malnate
Malnate là một đô thị và thị xã của Ý. Đô thị này thuộc tỉnh Varese trong vùng Lombardia. Malnate có diện tích km2, dân số theo ước tính năm 2010 của Viện thống kê quốc gia Ý là 16.020 người. 
Các đơn vị dân cư:
Đô thị Malnate giáp với các đô thị: